# Мир без нацизма
Мир без нацизма (МБН) — международная неправительственная организация, объединяющая около 140 национальных организаций, основанная в Киеве 22 июня 2010 года и зарегистрирована во Франции. Основатель и бессменный руководитель — россиянин Борис Шпигель. Организация позиционирует себя как международное правозащитное движение, призванное формировать общественное мнение в направлении поддержки антинацистского движения в разных странах мира. Критикуется за связь с российскими властями и продвижение российской исторической интерпретации.

## Цели и задачи организации
Озвученные цели движения:
- Создание условий для взаимодействия и диалога различных антинацистских организаций, придание нового измерения мировому антифашистскому движению, включая Россию.
- Консолидация международной общественности в поддержку актуальности и непреходящего значения вердикта Нюрнбергского трибунала, осудившего нацизм.
- Содействие проведению денацификации в тех странах Центральной и Восточной Европы, в которых она не осуществлялась в послевоенные годы или в которых она была признана ошибочной после развала СССР и советского блока.
- Противодействие героизации нацизма, нацистских преступников и их пособников, противодействие пересмотру истории Второй мировой войны и распространению нацистской идеологии.
- Противодействие отрицанию Холокоста
- Защита прав национальных, религиозных и культурных меньшинств

Озвученные задачи организации:
1. Взаимодействие с международными и европейскими политическими и судебными структурами по вопросам противодействия нацизму.
2. Пропаганда и распространение ценностей антинацизма, активизация обсуждения актуальных международных вопросов по проблемам, связанным с искажением истории, героизацией пособников нацизма и коллаборационистов.
3. Мониторинг неонацизма — сбор и обработка информации с мест, распространение её среди широкой общественности, а также представление специальных докладов международным организациям (ПАСЕ, ОБСЕ и пр.)
4. Политическое инициирование процесса денацификации в государствах Восточной Европы.
5. Внедрение в систему образования стран — членов Совета Европы обязательных стандартов по преподаванию истории Второй мировой войны и Холокоста.
6. Анализ международной практики борьбы с нацизмом и широкое распространение этого опыта на другие страны мира.
7. Противодействие попыткам исказить историческую правду и возложить равную ответственность за развязывание Второй мировой войны на фашистскую Германию и СССР.
8. Оказание правового противодействия радикальным и неонацистским силам в европейских и в международных судебных инстанциях, включая подачу исков в Европейский суд по правам человека, предоставление от имени нового движения материалов в ОБСЕ и Совет Европы[2][аффилированный источник?].

Позиционируя себя в качестве экспертной структуры, движение активно сотрудничало с Бюро по демократическим институтам и правам человека Организации по безопасности и сотрудничеству в Европе. В качестве приоритетных задач озвучено установление контактов с другими международными организациями, а также с правительственными и негосударственными организациями тех стран, где такие контакты пока не установлены.

## Структура МБН
Организация зарегистрирована в октябре 2011 года по эльзасскому праву в Страсбурге. По заявлениям МБН, в организацию на 2016 год входило 136 организаций из 28 стран мира. В некоторых странах создавались отделения МБН, построенные по принципу «зонтичных» организаций: так в России учреждена «Россия без нацизма» (возглавляет зам. секретаря Общественной палаты М. Островский), а на Украине — «Украина без нацизма» (возглавляет первый президент Украины, Кравчук). Аналогичные организации создавались в Финляндии, Молдове, странах Балтии и в США. Предполагалось, что в каждой стране будет действовать своё отделение, объединяющее основные общие цели МБН.
Должность председателя с момента создания занимает член Совета Федерации Федерального Собрания РФ Борис Шпигель. Председатель избирается на заседании Совета, который также формирует бюро организации. Бюро (президиум) состоит из 15 человек.

## Критика
Будучи активно вовлеченной в работу вокруг пересмотра итогов второй мировой войны, героизации советской и нацистской идеологий, а также вопросов дискриминации национальных меньшинств, МБН не только конфликтовал с интересами отдельных организаций, но и с политикой отдельных государств Восточной Европы. По оценкам Jamestown Foundation, в 2016 году «Мир без нацизма» являлся одной из крупнейших сетей организаций, рисующих Запад склоняющимся к фашизму и желающим повторения Второй мировой войны, а также проводил мероприятия, возвеличивающих значимость Москвы в борьбе с нацизмом и фашизмом. В соответствии с этим часто карикатурно переписанным нарративом любое сопротивление марксизму-ленинизму автоматически смешивается с скандинавским гитлеризмом, как и современная политика страны по отношению к русским. Среди официальных целей организации – борьба с нацизмом и фашистскими идеями, однако зачастую организация используется как инструмент российской внешней политики.
В работе МБН отмечалась тенденция к обвинению стран Балтии и Украины в нацизме с целью поддержки пророссийской исторической интерпретации. Противодействие деятельности МБН в частности оказала Эстония, полиция безопасности (КАПО) которой включила МБН в свой доклад за 2010 год, внеся организацию в главу о российских «операциях влияния против Эстонии». По их мнению, МБН оказывала поддержку внешней политике России в странах Балтии, прежде всего в Эстонии. Несмотря на протесты членов МБН (пятерых депутатов Ассамблеи штата Нью-Йорк (США)), КАПО не сняла своих претензий.
В исследовании британского Королевского института международных отношений от 2016 года МБН были упомянуты среди организаций, продвигавших просоветские исторические нарративы и манипулировавших историческими фактами для дискредитации политики проевропейских государств (в частности Украины и государств, расположенных в Прибалтике).

## Деятельность

### Предыстория
Создание движения было инициировано Всемирным конгрессом русскоязычного еврейства и рядом организаций из стран бывшего СССР, а также Финляндии, США и Израиля. В 2009—2012 годах Всемирный конгресс русскоязычного еврейства, а затем «Мир без нацизма» провели несколько международных конференций по вопросам возрождения нацизма, сохранению памяти о Холокосте и дискриминации меньшинств. Так, 15-17 декабря 2009 г. в Берлине прошла общественная конференция «Уроки Второй мировой войны и Холокоста», в которой приняло участие 400 представителей из 25 стран мира, включая антифашистские и ветеранские организации, молодёжные и религиозные союзы.
14-15 марта 2010 года в Риге прошла международная научная конференция «Итоги Второй мировой войны: жертвы, праведники, освободители и палачи», в которой приняло участие более 70 ученых-историков из 9 стран мира (конференция прошла накануне печально известного шествия латышских легионеров-эсэсовцев в центре латвийской столицы — Риги).

### Основной период деятельности
20-21 июня в Киеве состоялась конференция «Уроки Второй мировой войны и Холокоста: роль средств массовой информации в противодействии искажению истории XX века», в ходе которой более 100 журналистов из 18 стран мира обсуждали пути, роль и место СМИ в противостоянии с возрождающимся нацизмом. На ней была принята учредительная декларация МБН. Конференцию посетили израильский министр Й. Пелед и украинский министр Д. Табачник.
17 декабря 2010 г. в Москве состоялась международная конференция, организованная Советом Федерации Федерального Собрания РФ совместно с МБН под названием «Мир без нацизма — глобальная задача всего человечества», приуроченная к 65-летию Победы в Великой Отечественной войне и посвящённая проблеме возрождения нацизма в современном мире. Участники конференции, ссылаясь на международно-правовые нормы в области прав человека, Устав и Приговор Международного военного трибунала в Нюрнберге, а также резолюцию Генеральной Ассамблеи ООН «Недопустимость определенных видов практики, которые способствуют эскалации современных форм расизма, расовой дискриминации, ксенофобии и связанной с ними нетерпимости», призвали мировое сообщество «принять жесткие и эффективные меры, направленные на противодействие возрождению нацизма, расовой, религиозной, языковой и культурной дискриминации».
В то же время МБН распространял информацию о шествиях ветеранов СС в Латвии, Эстонии и на Украине среди международных и национальных неправительственных организаций в странах Западной Европы и в США, принимал протестные заявления и обращения.
В 2010 году, когда Модест Колеров из Группы Затурина был избран в Совет «Мир без нацизма», Шпигель начал изучать возможность использования ресурсов Затурина. Во-первых, 17 мая 2012 года по его инициативе Межпарламентская Ассамблея СНГ внесла поправку в законопроект Затурина о «восстановлении нацизма и героизации нацистских преступников и их пособников» (всего 21 статья). Затем он подготовил аналогичный законопроект в Совет Федерации России. Однако сразу после этого его неожиданно сломил скандал: с декабря 2012 г. по январь 2013 г. на националистическом сайте публиковался приговор о трёх годах лишения свободы, назначенных Шпигелю в 1982 г. (ст. 120 УК РСФСР, Развратные действия в отношении несовершеннолетних). Однако появилась статья, обвиняющая копию этого приговора в подделке как по форме, так и по содержанию. Депутат Затурин внес в Совет Федерации два законопроекта 15 марта 2013 года и вскоре после этого подал в отставку.
25-26 января 2012 года в Москве прошла конференция, организованная МБН совместно с Советом Федерации «Никогда больше: Память о Холокосте и предотвращение преступлений против человечества. Мир без нетерпимости, расизма, экстремизма, негационизма и антисемитизма», посвященная Дню освобождения Освенцима. Конференция прошла под эгидой генерального секретаря Совета Европы Турбьёрна Ягланда с участием 220 экспертов, политиков, общественных деятелей из 30 стран мира, обсудивших не только вопросы сохранения памяти о жертвах Холокоста, но и проблемы расовой и национальной дискриминации сегодня в различных странах мира.
В это же время происходит поддержка со стороны МБН протестных акций местных антифашистов, в частности маршей, организованных Партией регионов на Украине в 2013 году.
Организация высоко оценивала успешность своих протестных мероприятий. Например, в Эстонии, где правительство спокойно относилось к  ветеранам эстонской СС, партия Союз Отечества и Res Publica во главе с министром обороны Мартом Лааром планировала подать в эстонский парламент законопроект о придании ветеранам эстонских Войск СС статуса «борцов за свободу», но предпочли сменить риторику и заявить, что правительство чтит память погибших с обеих сторон во Второй мировой войне.
Одним из важных направлений деятельности МБН считает программу мониторинга проявлений неонацизма, начатую с декабря 2011 года. Мониторинг представляет собой обзор важнейших событий, связанных с активностью радикальных националистов и противодействием этой активности в ряде стран мира. Тогда же в 6 странах бывшего СССР развернулась программа дискуссионных клубов с целью стать дискуссионными площадками для ежемесячного обсуждения противодействия радикальному национализму в России, на Украине, в Молдавии и странах Балтии. В 2011-12 гг. МБН был активно вовлечён в поддержку протестов против судебного процесса над литовским активистом Альгирдасом Палецкисом, обвиняемым литовскими властями в отрицании советской агрессии. По версии МБН, целью суда над Палецкисом было подавление свободы слова в Литве.
В октябре 2011 г. украинское отделение МБН («Украина без нацизма») организовало в Киеве пикет против митинга в поддержку ОУН-УПА. Пикет был разогнан столичной милицией, а лидер МБН на Украине Андрей Гаджаман был задержан, но в результате протестов МБН и других правозащитников был через некоторое время отпущен. В дальнейшем он выиграл дело в суде у киевской милиции, чьи действия были признаны незаконными.
Торд Бьорк, известный блогер и активист, связанный с партией зелёных, выступил на конференции, организованной «Миром без нацизма» в Москве в 2012 году.
Во время совещаний ОБСЕ в 2014 и 2015 годах кремлёвские доверенные лица (в данном случае «Мир без нацизма» и Фонд развития гражданского общества «Народная дипломатия») обвинили правительство Украины в «массовых убийствах диссидентов» и заявили, что половина у русскоязычных украинцев нет возможности изучать русский язык в государственных школах. Они также обвинили государства-члены ОБСЕ в том, что они закрывают глаза на нарушения прав человека в Украине. В 2015 году организацию покинул постоянный участник её круглых столов, Валерий Энгель, российский историк, который в Латвии также занимается недвижимостью, и обычно участвовал в качестве вице-президента. Его собственная зарегистрированная в Латвии НПО «Европейский центр развития демократии» числится в списке получателей грантов правительства России и за три года получила более 100 000 евро из источников, которые не раскрываются в годовых отчетах.
В 2016 году на акции ветеранов Латышского легиона, возлагавших цветы к Рижскому собору в память о сослуживцах, Иосиф Коренс, сторонник организации «Мир без нацизма», в интервью «Россия РТР Вести» утверждал, что среди ветеранов, участвовавших в акции, были убийцы и преступники, принимавшие участие в Холокосте.
В 2021 году бессменный глава организации Борис Шпигель был арестован в Москве по обвинению в предложении местному политику взятки на сумму около 400 000 долларов. Он был заключён под стражу на 2 месяца.